# Eduard Fett
Frans Eduard Fett, född 12 januari 1849 i Hamburg, död 19 juni 1911, var en norsk-tysk industriman.

## Biografi
Fett var son till affärsmannen Hinrich Fett (1807–1900). De första verksamheterna tillkom till Göteborg och Christiania och efter en vistelse i Danmark där han studerade tillverkning av takpapp öppnade Fett en liknande verksamhet i Valløy.
Driften av Høienhall-fabrikerna togs över av hans son, Harry Fett, vid hans död 1911.
Fett var gift med Ester Karolina Emelie Fischer, dotter till bankdirektör Per Adolf Fischer.